# Wapen van Kasteelbrakel

Het wapen van Kasteelbrakel sinds 1991.

Het Wapen van Kasteelbrakel is het heraldisch wapen van de Belgische gemeente Kasteelbrakel.

## Geschiedenis
De gemeente Kasteelbrakel voerde sinds 21 juli 1923 een eigen gemeentewapen, dat was gebaseerd op een 16e-eeuwse zegel van de gemeente die het wapen van de toenmalige heer van Woutersbrakel, Maarten van Horne, voerde. Dit wapen voerde in het eerste en vierde kwartier het sprekend wapen van het Huis Horne, in het tweede kwartier een zilveren leeuw op sabel (het wapen van de heren van Gaasbeek) en in het vierde kwartier drie gouden schelpen op hermelijn (het wapen van de familie d'Hondschoote, heren van Gijvelde). Boven het wapen was een helm aangebracht en het wapen zelf was omhangen met een ketting van de Orde van het Gulden Vlies, die verwees naar de macht van de heren van Horne.
Na de fusionering in 1975 van Kasteelbrakel en Woutersbrakel tot de fusiegemeente Kasteelbrakel, werd besloten om het bestaande wapen van Kasteelbrakel te laten vallen om de toenmalige burgemeester Gérard Lemaire niet de indruk wou wekken dat Kasteelbrakel Woutersbrakel volledig zou overnemen. Daarom werd voor een nieuw wapen gekozen dat naar beide deelgemeentes verwees en dat in 1991 werd goedgekeurd. In het nieuwe wapen werd het eerste en vierde kwartier van het oude wapen met de drie hoorns bewaard, terwijl in het tweede en derde kwartier het wapen van de cisterciënzerinnenabdij van Woutersbrakel werd opgenomen.

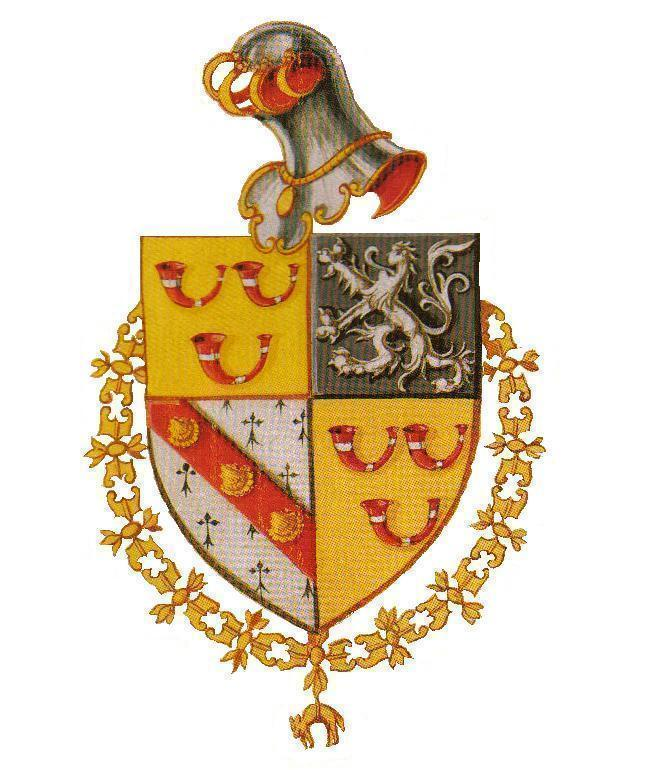
Oude wapen van Kasteelbrakel.
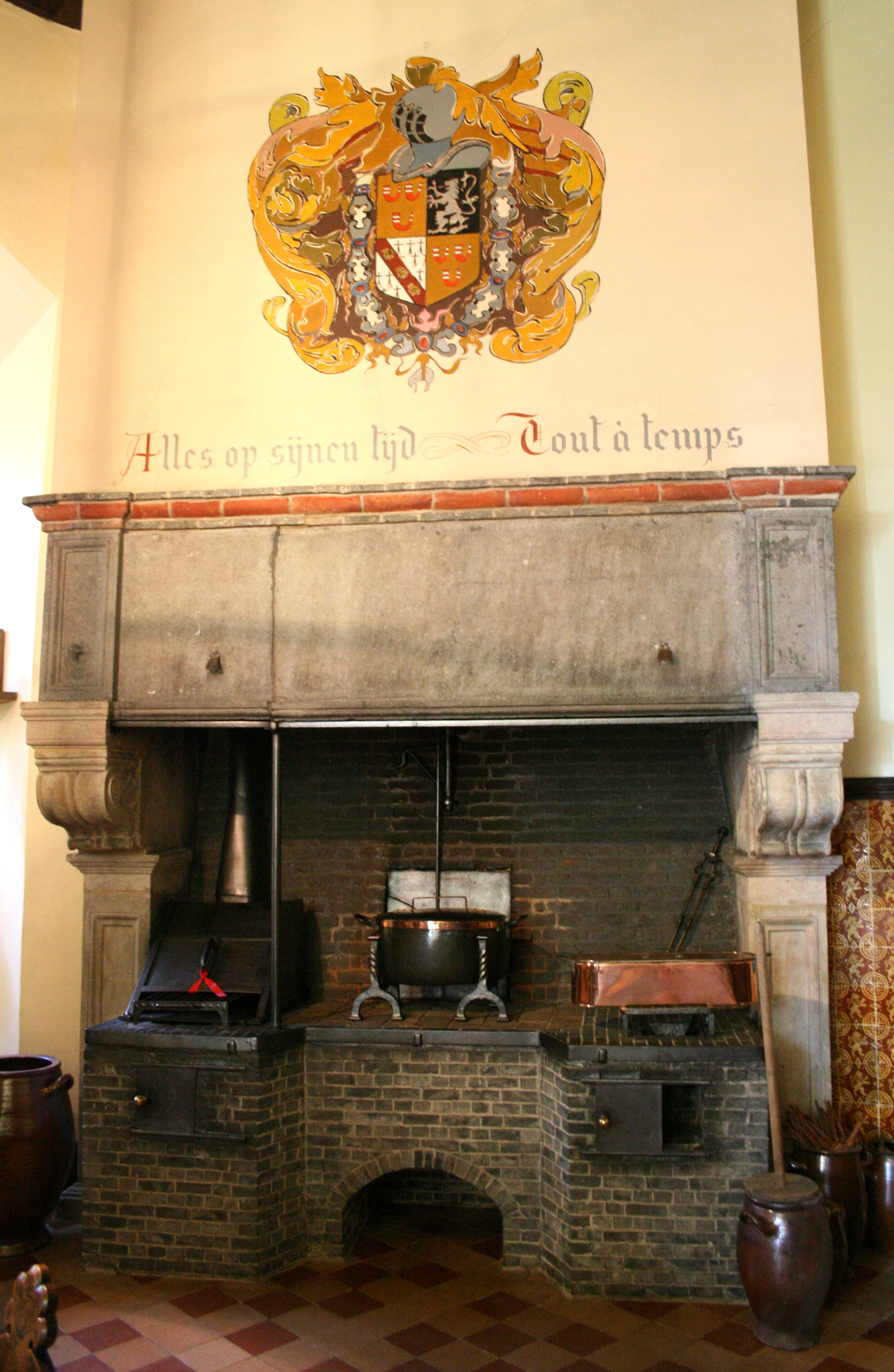
Wapen in het kasteel van Gaasbeek.
Wapen van het Huis Horne.
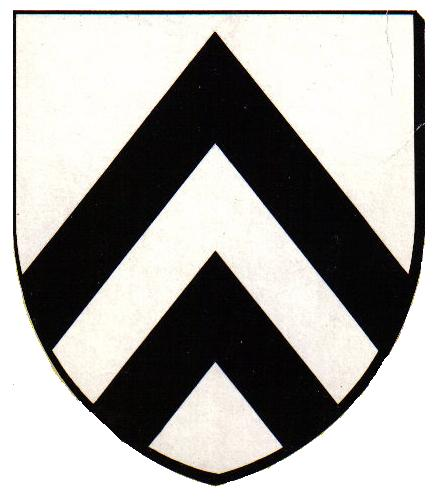
Wapen van de abdij van Woutersbrakel.

## Blazoen
De blazoenering van het eerste gemeentewapen van Kasteelbrakel in 1923 was de volgende:
écartelé: aux 1: et 4: d'or à trois huchets de gueules, virolés d'argent ; au 2. de sable au lion d'argent ; au 3. d'hermine à la bande de gueules chargée de trois coquilles d'or posées dans le sens de la bande, l'écu sommé d'un heaume posé de profil et entouré du collier de la Toison d'or.
De huidige blazoenering:
Écartelé, aux 1 et 4 d'or à trois huchets de gueules virolés d'argent, aux 2 et 3 d'argent à deux chevrons de sable.